# Union Bancaire Privée
Union Bancaire Privée (UBP SA) wurde 1969 von Edgar de Picciotto gegründet. Die Privatbank verwaltet Kundenvermögen in Höhe von 160,4 Milliarden Schweizer Franken.
Die UBP ist auf die Vermögensverwaltung für private und institutionelle Kunden spezialisiert. Die Bank hat ihren Hauptsitz in Genf, Schweiz, und beschäftigt 1.904 Mitarbeitern.

## Geschichte
Am 11. November 1969 gründete Edgar de Picciotto die Compagnie de Banque et d’Investissements (CBI) in Genf. 1990 übernahm CBI die TDB-American Express Bank, aus der die heutige Union Bancaire Privée hervorging. Mit der Akquisition der Discount Bank and Trust Company im Jahr 2002 setzte die Bank ihre Expansion fort.
UBP war die erste größere internationale Bank, die 2010 einer Entschädigung über 500 Mio. US-Dollar für Opfer der Bernard L. Madoff Investment Securities LLC zustimmte.
2011 erwarb die UBP den Schweizer Ableger der in niederländischem Staatsbesitz befindlichen ABN Amro Bank, eine reine Schweizer Vermögensverwaltungsbank. Mit dem Abschluss je eines Joint Ventures in Hongkong und Taiwan mit TransGlobe die baute UBP im selben Jahr ihre Geschäftstätigkeit in Asien aus.
2012 übernahm die UBP die in Paris angesiedelte Hedgefonds-Investmentgesellschaft Nexar Capital Group, die über Niederlassungen in London, Jersey und New York verfügt.
Im Mai 2013 kündigte die UBP die Akquisition des internationalen Privatbankgeschäfts der Lloyds Banking Group an.
Am 26. März 2015 unterzeichnete die UBP eine Vereinbarung mit der Royal Bank of Scotland Group (RBS) über den Erwerb der internationalen Private-Banking-Aktivitäten von Coutts & Co International. Die Bank übernahm auch die Kontrolle über ihre Zweigstellen in der Schweiz, in Monaco und im Nahen Osten.
Im Mai 2016 kündigte die UBP eine Vereinbarung mit SEB, einem führenden Finanzdienstleister in den nordischen Staaten, an. Diese Vereinbarung ermöglicht ihr den Vertrieb von SEBs luxemburgischen Fonds an institutionelle Kunden und andere Vertreiber.
2017 schloss die UBP eine Partnerschaft mit Partners Group ab, einem der grössten globalen Manager von Privatmarktanlagen.
Im Mai 2018 übernahm die UBP Banque Carnegie Luxembourg.
Im Juli 2018 erweiterte die UBP ihre Präsenz in Großbritannien durch die Übernahme von ACPI.
Im Januar 2019 erteilte die Ratingagentur Moody’s der UBP ein langfristiges Rating von Aa2 («long-term Aa2 deposit rating») mit stabilem Ausblick.
2021 tätigte die UBP zwei weitere Akquisitionen. Erstens übernahm sie Millennium Banque Privée, die Private-Banking-Tochter der portugiesischen Banco Comercial Português. Dadurch kann sie ihre Präsenz in portugiesischsprachigen Ländern sowie ihre Kapazitäten in Genf ausbauen. Zweitens erwarb sie Danske Bank International, die das Wealth-Management-Geschäft von Danske Bank in Luxemburg betrieben hatte. Dies hatte für die UBP eine Zunahme der verwalteten Vermögen in Luxemburg auf CHF 33 Milliarden zur Folge.

## Geschäftsbereiche

### Wealth Management
Die UBP beschäftigt über 300 Kundenberaterinnen und Kundenberater in mehreren Ländern und bietet verschiedene Verwaltungsmandate und Beratungsmodelle an.

### Vermögensplanung
Die UBP verfügt über ein Team von spezialisierten Experten in verschiedenen Regionen, die eine globale Vermögensstrukturierung anbieten. Das Team unterstützt Kunden bei der Aufsetzung von Vermögensstrukturen, die auf ihre individuellen Bedürfnisse zugeschnitten sind. Solche Strukturen werden ausschliesslich über externe Partner angeboten.
Über ihr Family Office Advisory bietet die UBP Beratung zu Single-Family-Offices sowie die Vermittlung von Multi-Family-Offices an. Dieser Service begleitet vermögende Familien aus der ganzen Welt beim Aufbau eines eigenen Single-Family-Office oder der Suche nach einem passenden Multi-Family-Office.

### Asset Management
Die UBP bietet ein umfassendes Asset Management mit einer breiten Palette von Investmentlösungen, die speziell auf die Anforderungen institutioneller Kunden abgestimmt sind. Die Bank hat ein umfangreiches Angebot in den Bereichen Vermögensallokation, Aktien, Anleihen, Diversifizierungsstrategien und alternative Dach-Hedgefonds.

### Alternative Anlagen
Die UBP hat seit den 1970er Jahren eine Vorreiterrolle im Segment Alternative Anlagen inne. Im Laufe der Jahre hat die Bank einen kompetenten Hedgefonds-Beratungsservice aufgebaut und verwaltet heute mehrere gepoolte Fonds sowie individuelle Mandate. Die Übernahme von Nexar in 2012 bekräftige ihr kontinuierliches Engagement in dieser Anlageklasse.
Im April 2013 kündigte die UBP eine Partnerschaft mit Guggenheim Fund Solutions (GFS) an, die im gesamten Spektrum von Hedgefonds-Strategien auf Managed Accounts spezialisiert ist. Gemeinsam richteten die beiden Gesellschaften eine neue Hedgefonds-Plattform ein.

### Vertrieb und Börsenhandel
Zu den von der UBP angebotenen Dienstleistungen gehören: Beratung, strukturierte Produkte, Aktienhandel, Aktien-Arbitrage, Brokerage, Währungs- und Edelmetallhandel, Termingeschäfte, Derivate und Treasury Management. Mehr als 40 spezialisierte Trader arbeiten mit den Vermögensverwaltern im Wealth Management zusammen.

### Anlagephilosophie
Die UBP veröffentlicht jedes Jahr ihre Wirtschaftsperspektiven mit einer Zusammenfassung der wichtigsten makroökonomischen Ereignisse des vergangenen Jahres und ihren Investitionsempfehlungen für das nächste Jahr.

## Finanzen
Ende Dezember 2021 wies die UBP eine Bilanzsumme von 38,7 Mrd. Franken aus. Dank ihrem konservativen Ansatz im Risikomanagement verfügt die Bank über eine stabile Finanzbasis und eine solide Bilanz mit hohem Liquiditätsbestand. Mit einer Kernkapitalquote (Tier 1) von 25,2 % ist die UBP eine der bestkapitalisierten Banken der Schweiz (alle Zahlen per 31. Dezember 2021).